# Salonsaari (ö i Birkaland, Tammerfors, lat 61,35, long 23,56)
Salonsaari är en ö i Finland. Den ligger i sjön Pyhäjärvi och i kommunen Vesilax i den ekonomiska regionen Tammerfors och landskapet Birkaland, i den södra delen av landet, 150 km nordväst om huvudstaden Helsingfors. Öns area är 39 hektar och dess största längd är 1,1 kilometer i öst-västlig riktning.